# 氢化铷
氢化铷是铷的氢化物，可以用金属铷与氢气反应合成。作为碱金属的氢化物，其能与极弱的氧化剂反应。氢化铷与氯气和氟气发生氧化还原反应并放出大量热。 氢化铷会与空气中的水剧烈反应，因此必须要小心贮存。

## 制备
氢化铷可以由铷和氢气直接反应而成。
{\displaystyle {\ce {2Rb + H2 -> 2RbH}}}
它也可以由碳酸铷、镁和氢气加热反应而成。
{\displaystyle {\ce {Rb2CO3 + Mg + H2 ->[\Delta] 2RbH + MgO + CO2 ^}}}

## 性质

### 物理性质
氢化铷是立方晶系的，空间群Fm3m (No.225)，晶格参数 a = 604,9 pm。

### 化学性质
氢化铷在真空加热时会分解成组成元素。 此物质非常具有反应性。
和水反应，形成氢气：
{\displaystyle {\ce {RbH + H2O -> RbOH + H2 ^}}}
和氯化氢反应也会形成氢气：
{\displaystyle {\ce {RbH + HCl -> RbCl + H2 ^}}}
氢化铷和二氧化碳反应，形成甲酸铷：
{\displaystyle {\ce {RbH + CO2 -> HCOORb}}}
和二氧化硫反应生成连二亚硫酸铷：
{\displaystyle {\ce {2RbH + 2SO2 -> Rb2S2O4 + H2 ^}}}
氢化铷和氟反应，燃烧并形成氟化铷和氟化氢。和氯的反应类似，不过反应不完全会留下绿色的复盐。氢化铷和溴或碘反应比较不剧烈。
{\displaystyle {\ce {RbH + F2 -> RbF + HF ^}}}
和液氨反应生成氨基铷，但是和氨气反应的速率很缓慢。
{\displaystyle {\ce {RbH + NH3 -> RbNH2 + H2 ^}}}
氢化铷是强还原剂，会把一氧化铅还原成铅单质，氧化铜还原成铜单质。
{\displaystyle {\ce {2RbH + PbO -> RbOH + Pb + H2O}}}